# Zespół klasztorny reformatów w Szamotułach
Zespół klasztorny reformatów w Szamotułach – w jego skład wchodzi kościół pod wezwaniem św. Krzyża oraz pofranciszkański klasztor.
W miejscu obecnego kościoła, w latach 1324–1513, funkcjonował zamek obronny. W roku 1675 starosta nakielski Jan Korzbok Łącki sprowadził do Szamotuł zakonników, darując im pieniądze na budowę klasztoru i kościoła. Kompleks został zbudowany w 1676 r., a konsekrowany w 1682 r.
Barokowy kościół został zbudowany w typie salowym, z trójprzęsłową nawą. Północna fasada podzielona jest czterema pilastrami, pomiędzy którymi znajdują się XVIII-wieczne rzeźby umieszczone w niszach, przedstawiającego św. Onufrego oraz biskupa. Na fasadzie umieszczone są także cztery płyty: dwie epitafijne, nagrobna oraz jedna nieczytelna z powodu zniszczeń. Wyposażenie wnętrza, jednolite rokokowe, zostało wykonane w 1759 r. przez poznańskiego snycerza, Józefa Eglamena. Obrazy zostały wykonane na początku XVIII w. przez Adama Swacha z Poznania. W kościele znajduje się 8 ołtarzy. W ołtarzu głównym znajduje się krucyfiks z drugiej połowy XVII w. oraz rzeźby: Matki Bolesnej, Jana Chrzciciela, dwóch zakonników, Boga Ojca, Ducha św. i aniołów.
Klasztor zbudowany został wokół kwadratowego wirydarza, otoczonego krużgankami. Po wojnie zakon przeniósł się do Wronek, a wnętrze, w czasach PRL-u, zostało częściowo przekształcone i zaadaptowane do celów mieszkalnych. Nadal zachowały się m.in. sklepienia na parterze, malatura w dawnym refektarzu (obecnie zaszpachlowana) oraz oryginalne podciągi na I piętrze. Aktualnie odbywa się inwentaryzacja obiektu, następnie planowana jest adaptacja budynku, po którym przeniesiona ma być tam plebania.

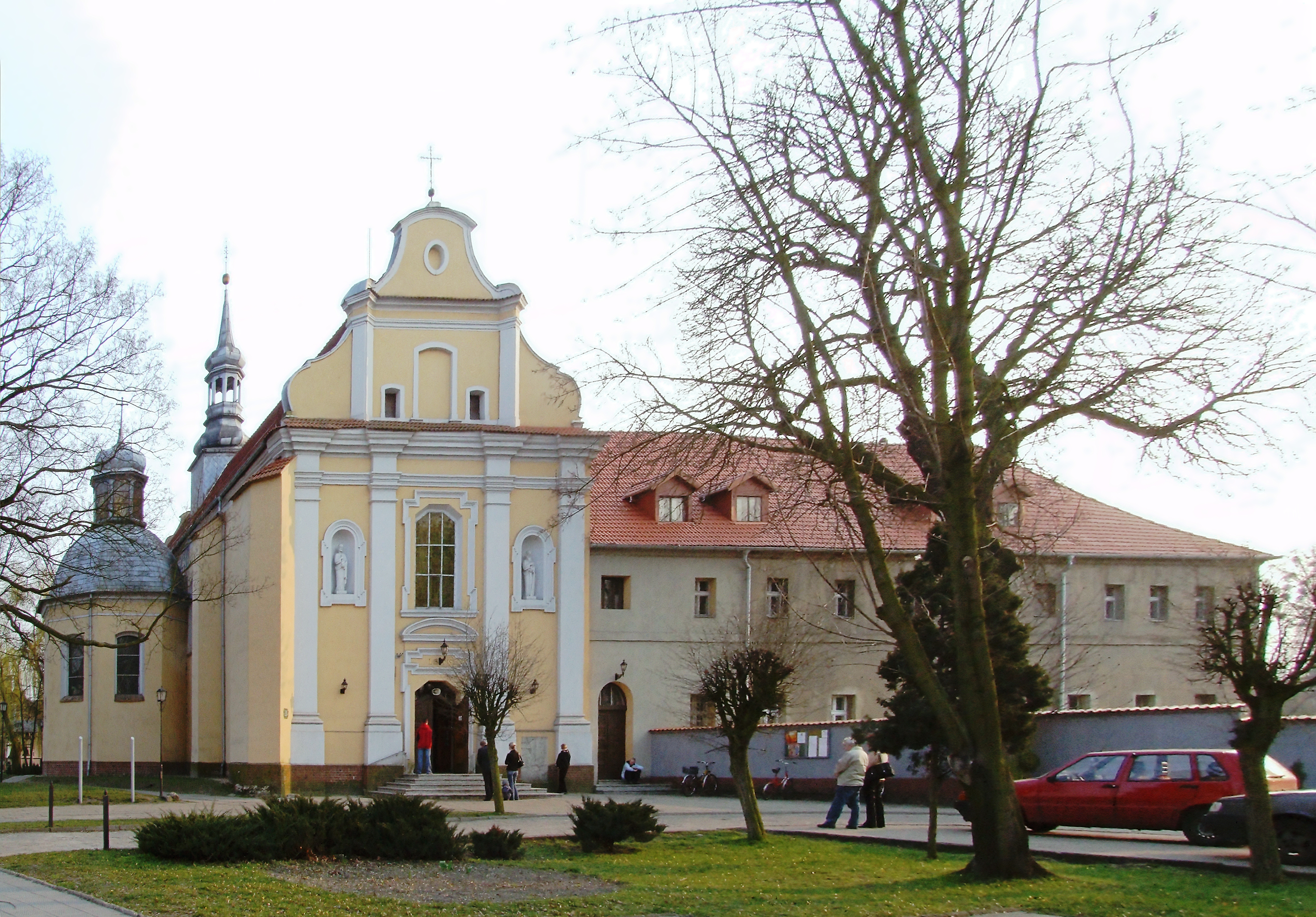
Kościół i klasztor
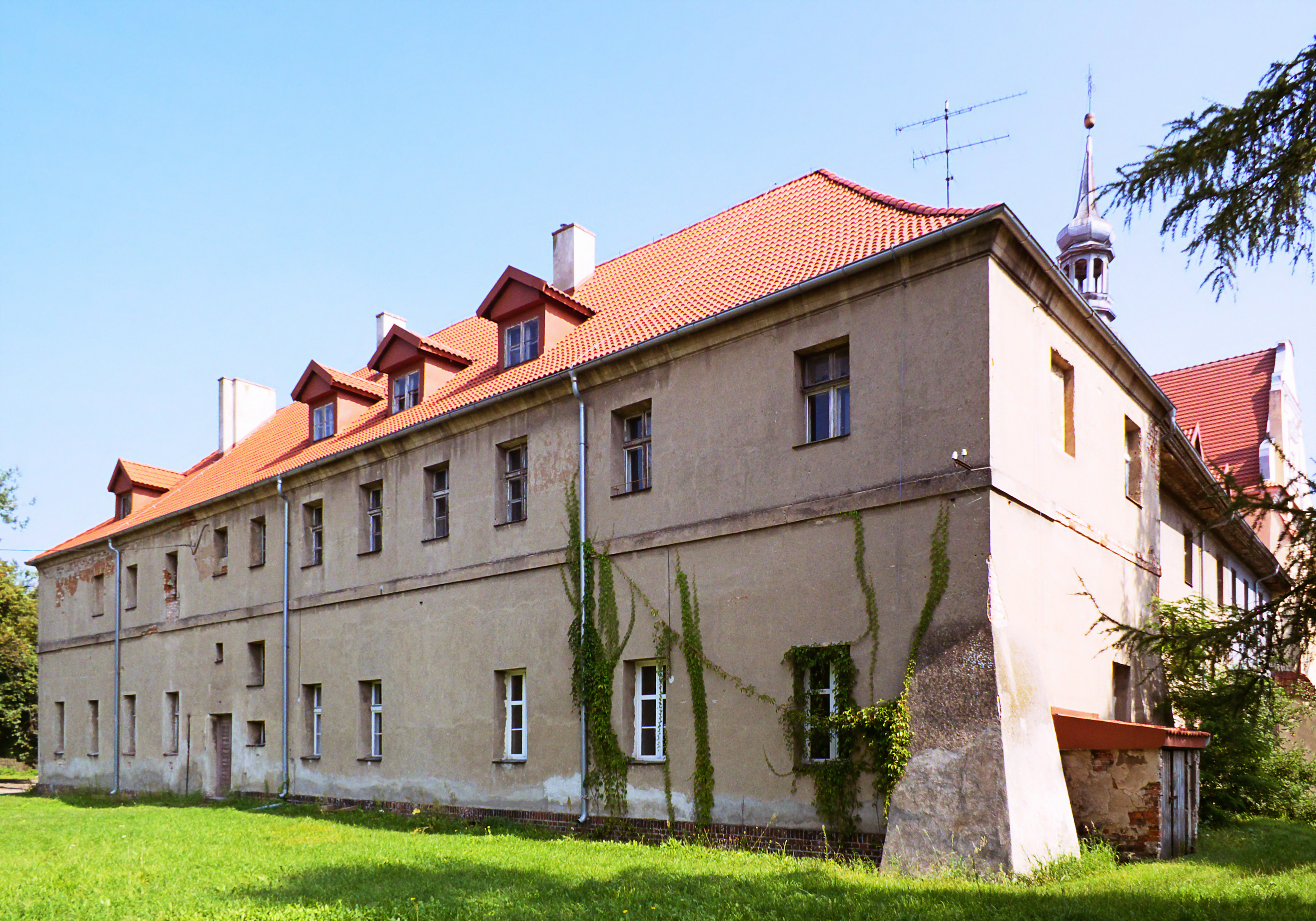
Klasztor
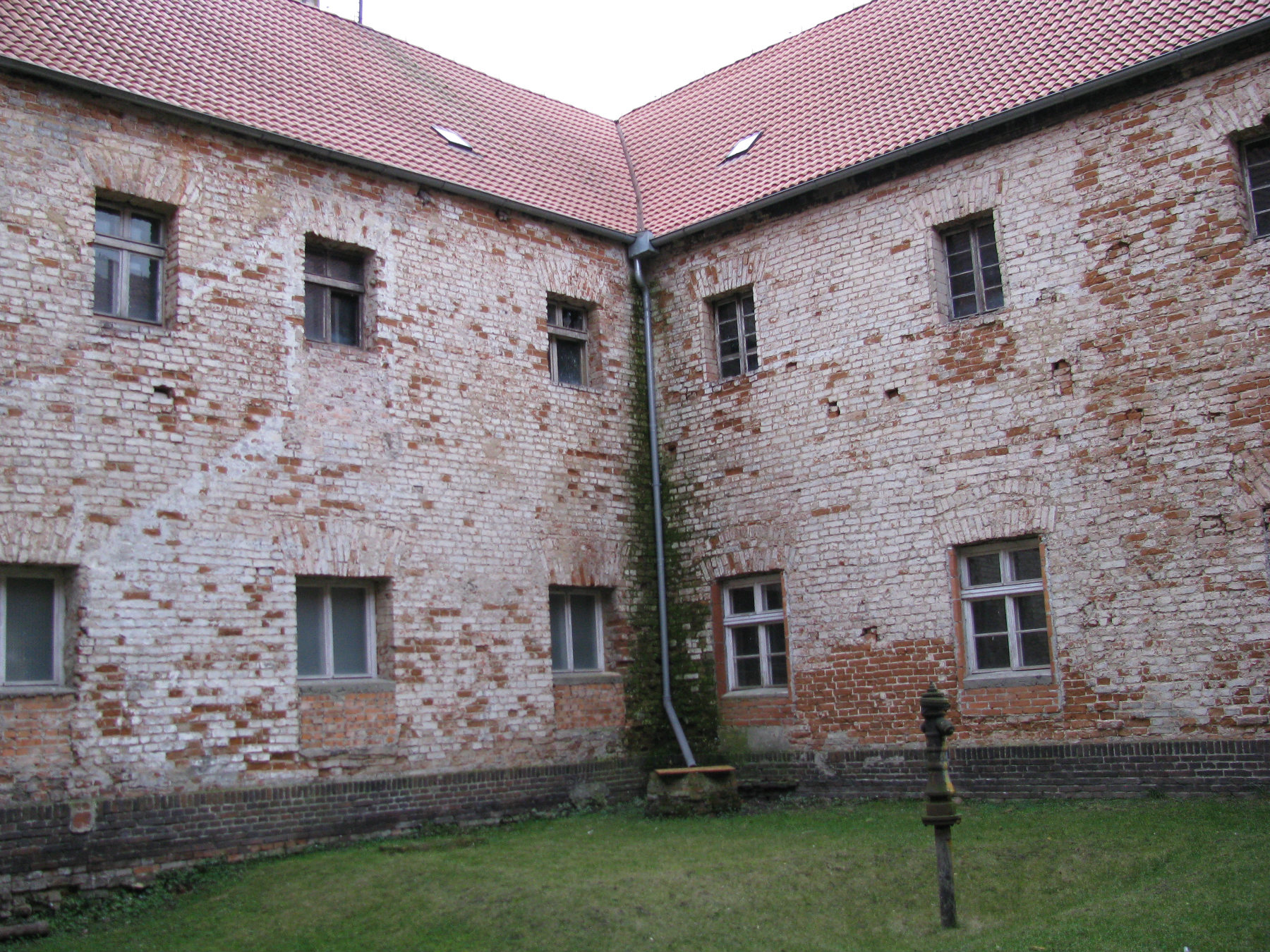
Wirydarz klasztorny
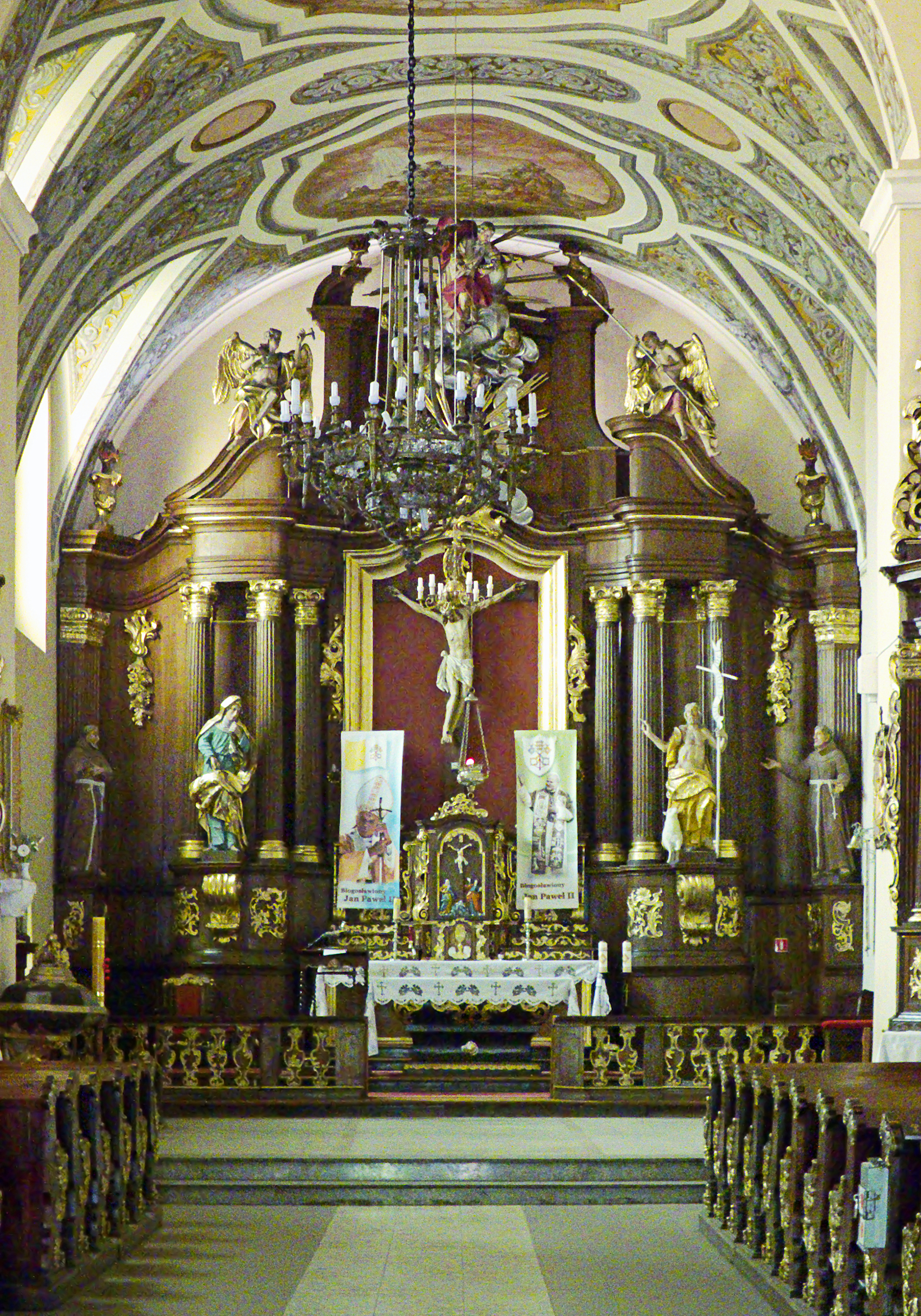
Ołtarz główny